# Смольный институт благородных девиц
Смо́льный институт благородных девиц — первое в России женское учебное заведение, положившее начало женскому образованию в стране. Первое в Европе государственное учебное заведение для обучения девушек.

## История Императорского воспитательного общества благородных девиц

### Институт при Екатерине Великой
Первоначально он назывался «Императорское воспитательное общество благородных девиц». Оно было основано по инициативе И. И. Бецкого и в соответствии с указом, подписанным Екатериной Второй 5 (16) мая 1764 года. Это общество, как говорилось в указе, было создано для того, чтобы «дать государству образованных женщин, хороших матерей, полезных членов семьи и общества». Название Смольный происходило от Смольного двора, построенного в 1725 году Петром I близ деревни Смольной, в которой находился дегтярный завод.

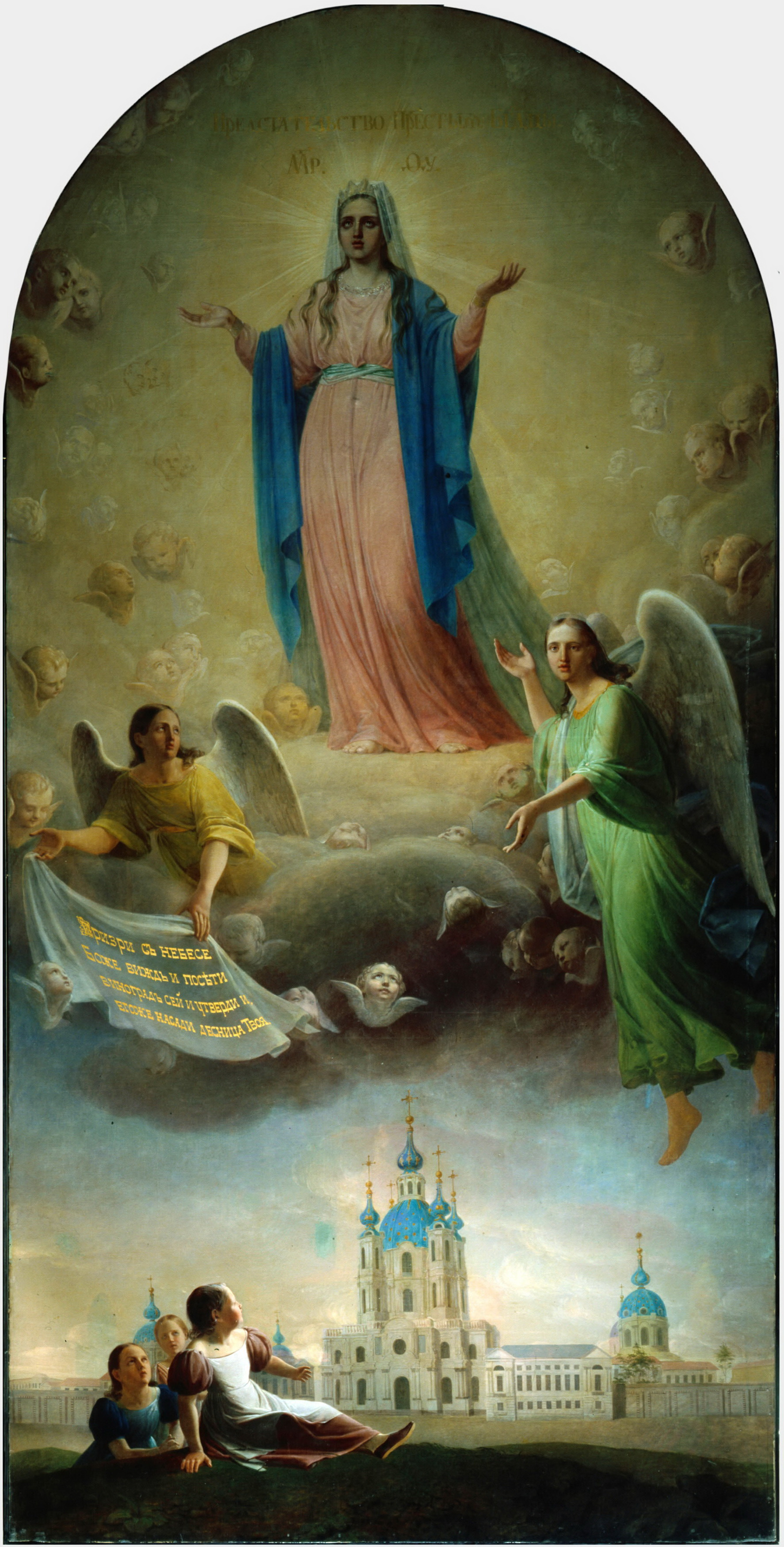
Картина А. Г. Венецианова «Предстательство Богоматери за воспитанниц Смольного института». Между 1832 и 1835 г.

Екатерина, поклонница прогрессивных идей Монтеня, Локка и Фенелона, желала учредить учебное заведение наподобие Сен-Сирского института под Парижем. По уставу дети должны были поступать в заведение не старше шестилетнего возраста и оставаться там двенадцать лет, причём с родителей бралась расписка, что они не будут требовать их назад ни под каким предлогом до истечения этого срока. Императрица надеялась, удалив детей на долгий срок от невежественной среды и вернув туда уже развитую и облагороженную девушку, способствовать смягчению нравов и создать «новую породу людей». Сенату было повелено напечатать и разослать устав этого заведения по всем губерниям, провинциям и городам, «чтобы каждый из дворян мог, если пожелает, поручить дочерей своих в младенческих годах сему учрежденному воспитанию». Указ предусматривал воспитание двухсот благородных девиц в новостроящемся Новодевичьем монастыре.
В 1765 году при институте, учреждённом первоначально как закрытое привилегированное учебное заведение для дочерей дворянской знати, открылось отделение «для мещанских девиц» (недворянских сословий, кроме крепостных крестьян). Здание для Мещанского училища было возведено архитектором Ю. Фельтеном.

### Дальнейшая история
В 1796 году институт вошёл в Ведомство учреждений императрицы Марии.
В 1806 году для института по проекту архитектора Джакомо Кваренги было построено специальное здание.
В Смольный институт принимали дочерей лиц чинов не ниже полковника и действительного статского советника на казённый счёт и дочерей потомственных дворян за годовую плату, и готовили их для придворной и светской жизни.
В 1848 году в институте открылся двухгодичный педагогический класс для подготовки учительниц, а мещанское отделение было преобразовано в Санкт-Петербургское Александровское училище (с 1891 — Александровский институт).
В 1859—1862 годах инспектором классов института был К. Д. Ушинский, который провёл в нём ряд прогрессивных преобразований (новый семилетний учебный план с большим числом часов, отведённых на русский язык, географию, историю, естествознание и др.). После вынужденного ухода Ушинского из института все его основные преобразования были ликвидированы.

### После 1917 года
В октябре 1917 года институт во главе с княгиней В. В. Голицыной переехал в Новочеркасск. В феврале 1919 года там состоялся последний выпуск, летом того же года преподаватели и оставшиеся воспитанницы покинули Россию вместе с Белой армией. Институт был возобновлен в Сербии, где функционировал до 1932 года.

## Обучение в Институте благородных девиц

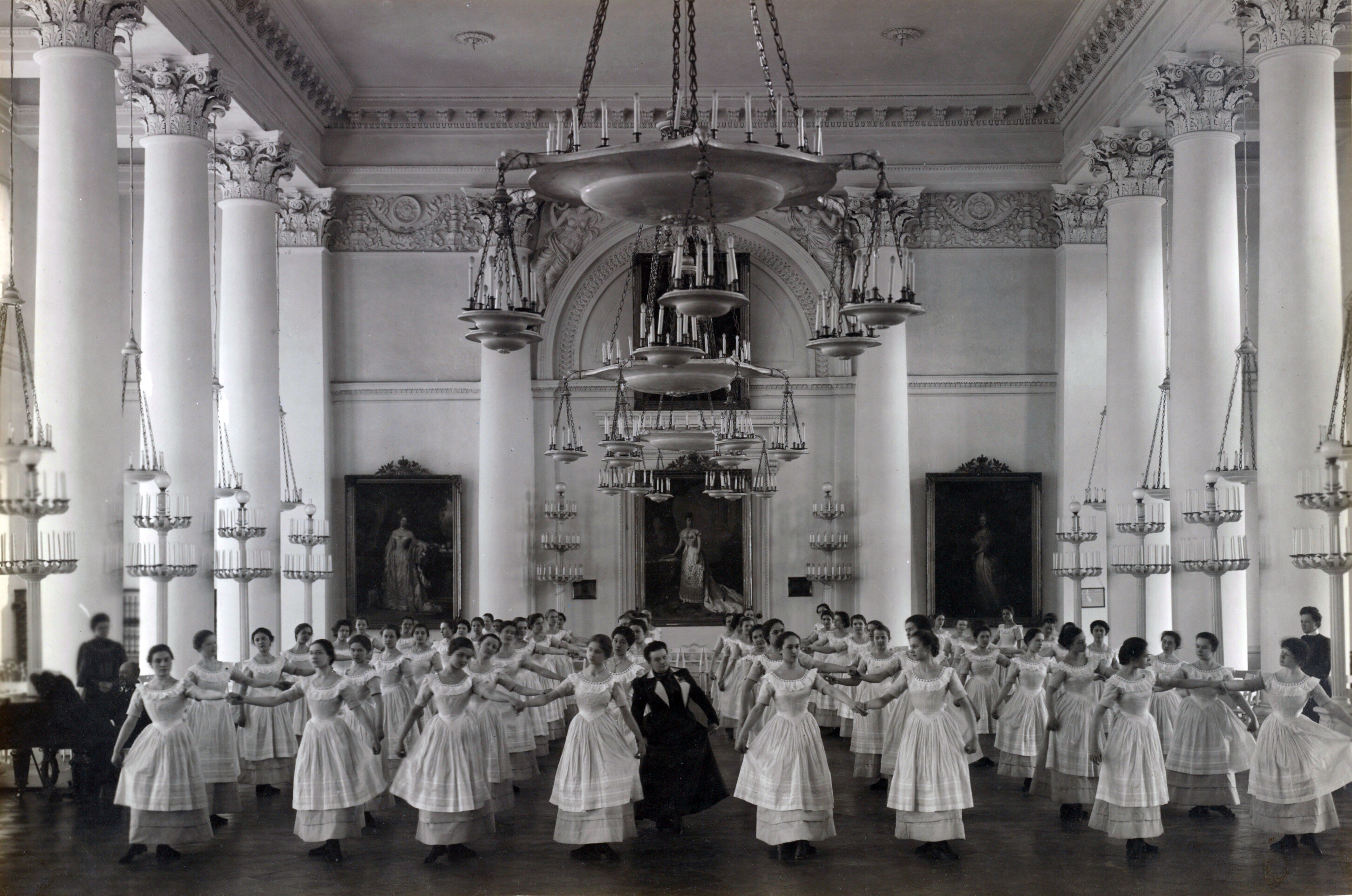
Воспитанницы Смольного института благородных девиц на уроке танцев (1889)

Шифр для лучших выпускниц Смольного института

Первоначально воспитанницы разделялись на четыре возраста: от 6 до 9 лет, от 9 до 12 лет, от 12 до 15 лет, от 15 до 18 лет. Всем воспитанницам института учреждение выдавало форму определённого цвета: в младшем возрасте — кофейного, во втором — темно-синего, в третьем — голубого и в старшем возрасте — белого. Коричневый цвет символизировал близость к земле и был практичен, особенно для младших детей. Более светлые цвета символизировали возрастающую образованность и аккуратность. Родители или родственники, определявшие девочку в институт, должны были подписать расписку, что не потребуют её обратно.
При обучении особенное внимание обращалось на Закон Божий и языки (отечественный и иностранные). В программу входило также обучение русской словесности, географии, арифметике, истории, музыке, танцам, рисованию, светским манерам, различным видам домоводства. Главное внимание было обращено на нравственное воспитание.
Позже срок обучения был сокращён до 9 лет; императрица Мария Фёдоровна считала, что «дети в продолжение такого долгого времени до того отвыкают от родителей, что, по окончании курса, возвращаются домой с отвращением» и в 1797 году был ликвидирован самый младший возраст; теперь воспитанницы разделялись на три возраста: «голубой», «серый» и «белый» (старший); в «мещанское отделение» стали принимать с 10 лет.
На выпускном публичном экзамене смолянок обычно присутствовал император и члены его семьи. Первый выпуск из института благородных девиц, а также мещанского училища, состоялся 30 апреля (11 мая) 1776 года. По окончании института лучшие выпускницы получали «шифр» — золотой вензель в виде инициала императрицы Екатерины II, который носили на белом банте с золотыми полосками; в первом выпуске «шифр» получили восемь лучших воспитанниц: Алымова, Молчанова, Рубановская, Левшина, Борщова, Еропкина, фон Вальштейн и Нелидова. В дальнейшем шифр получали от 6 до 10 лучших воспитанниц.
Согласно заведующей научно-экспозиционным отделом государственного музея «Смольный» О. Федоровой, институтки были рады вырваться на свободу, о которой давно мечтали; одна из институток в своих записях в альбом вспоминала, «как они с Зиной „жарили“ на фортепиано в четыре руки».
Некоторые воспитанницы института становились фрейлинами двора.
Учебный курс института приравнивался к курсу женских гимназий.

## Униформа
Цвет и тип ткани основных деталей униформы в институте на 1904 год.
| Классы   | Цвет платья                          | Тип ткани платья                      | Описание платья | Цвет и ткань передника | Цвет и ткань пелерины   | Описание передника и пелерины                                                                                               | Описание передника и пелерины | Другие особенности одежды |
| Классы   | Цвет платья                          | Тип ткани платья                      | Описание платья | Цвет и ткань передника | Цвет и ткань пелерины   | Будни | Праздник | Другие особенности одежды |
| -------- | ------------------------------------ | ------------------------------------- | --- | ---------------------- | ----------------------- | --- | --- | --- |
| I        | Белый                                | Камлот, шёлк (воскресенье и праздник) | - Юбка: 4 полотнища, складки сбоку, сзади сборки; - Лиф открытый, на костях, спереди шнип, застёжка на спине; - Рукав короткий, узкий, с широким бие | Коленкор               | —                       | - Передник: лиф с вытачками, спереди шнип; - Ворот с зубчиками, - Юбка в 1 полотнище пришивается к лифу сборками, 2 складки | - Передник как в будни, дополнительно ворот и проймы обшиты вышивкой, юбка с мелкими складками; - У старшего класса ещё батистовый парадный передник; - Ворот с воланом с широкой вышивкой, с узкой продёрнутой чёрной бархаткой | — |
| II-III   | Зелёный                              | Камлот, шёлк (воскресенье и праздник) | - Юбка: 4 полотнища, складки сбоку, сзади сборки; - Лиф открытый, на костях, спереди шнип, застёжка на спине; - Рукав короткий, узкий, с широким бие | Коленкор               | —                       | - Передник: лиф с вытачками, спереди шнип; - Ворот с зубчиками, - Юбка в 1 полотнище пришивается к лифу сборками, 2 складки | - Передник как в будни, дополнительно ворот и проймы обшиты вышивкой, юбка с мелкими складками; - У старшего класса ещё батистовый парадный передник; - Ворот с воланом с широкой вышивкой, с узкой продёрнутой чёрной бархаткой | — |
| IV-V     | Голубой                              | Камлот, шёлк (воскресенье и праздник) | - Юбка: 4 полотнища, складки сбоку, сзади сборки; - Лиф открытый, на костях, спереди шнип, застёжка на спине; - Рукав короткий, узкий, с широким бие | Коленкор               | —                       | - Передник: лиф с вытачками, спереди шнип; - Ворот с зубчиками, - Юбка в 1 полотнище пришивается к лифу сборками, 2 складки | - Передник как в будни, дополнительно ворот и проймы обшиты вышивкой, юбка с мелкими складками; - У старшего класса ещё батистовый парадный передник; - Ворот с воланом с широкой вышивкой, с узкой продёрнутой чёрной бархаткой | — |
| VI-VII   | Тёмно-бордовый                       | Камлот, шёлк (воскресенье и праздник) | - Юбка: 4 полотнища, складки сбоку, сзади сборки; - Лиф открытый, на костях, спереди шнип, застёжка на спине; - Рукав короткий, узкий, с широким бие | Коленкор               | —                       | - Передник: лиф с вытачками, спереди шнип; - Ворот с зубчиками, - Юбка в 1 полотнище пришивается к лифу сборками, 2 складки | - Передник как в будни, дополнительно ворот и проймы обшиты вышивкой, юбка с мелкими складками; - У старшего класса ещё батистовый парадный передник; - Ворот с воланом с широкой вышивкой, с узкой продёрнутой чёрной бархаткой | — |
| Пепиньер | Тёмно-серый, светло-серый (праздник) | Драдедам (будни), шевиот (праздник)   | - 2 лифа: закрытый и открытый; - Лиф застёгивается кушаком той же материи на боку; - Рукав широкий, напуск на манжет                                 | Чёрный, люстрин        | Чёрный, шёлк (праздник) | - Передник отложной; - Полотняный воротник и манжеты                                                                        | - Передник: открытый лиф со шнипом спереди и сзади; - Короткие узкие рукава; - Ворот обшитый кружевом; - Шнуровка сзади | Розовый или голубой бант (будни), кушак с бантом сзади, концы до полу (праздники); к бальному лифу кружевное фишю Мари-Антуанетт |

Примечания: Пепиньер - дополнительный педагогический класс. Старший, выпускной класс в женских институтах был под номером I, младший - VII. 